# 非晶合金变压器
非晶合金变压器(英語：Amorphous Metal Transformer)是一种低损耗、高能效的电力变压器。此类变压器以铁基非晶态金属作为铁芯，由于该材料不具长程有序结构，其磁化及消磁均较一般磁性材料容易。因此，非晶合金变压器的铁损(即空载损耗)要比一般采用硅钢作为铁芯的传统变压器低70-80%。由于损耗降低，发电需求亦随之下降，二氧化碳等温室气体排放亦相应减少。基于能源供应和环保的因素，非晶合金变压器在中国和印度等大型发展中国家得到大量采用。以中印两国目前的用电量来计算，若於配电网全面采用非晶合金变压器的话，每年大约可节省25-30TWh发电量，以及减少2至3千万吨二氧化碳排放。

## 非晶合金变压器设计
非晶合金铁芯配电变压器的最大优点是，空载损耗值特低。最终能否确保空载损耗值，是整个设计过程中所要考虑的核心问题。当在产品结构布置时，除要考虑非晶合金铁芯本身不受外力的作用外，同时在计算时还须精确合理选取非晶合金的特性参数。除此设计思路外，还须遵循以下三点要求：
1. 由于非晶合金材料的饱和磁密较低，在产品设计时，额定磁通密度不宜选得太高，通常选取1.3～1.35T磁通密度便可获得较好的空载损耗值。
2. 非晶合金材料的单片厚仅为0.03mm，所以其叠片系数也只能达到82%～86%。
3. 为了使用户能获得免维护或少维护的好处，现把非晶合金配电变压器的产品，都设计成全密封式结构。

## 变压器非晶合金结构特点
利用导磁性能突出的非晶合金，来用作制造变压器的铁芯材料，最终能获得很低的损耗值。但它具有许多特性，在设计和制造中是必须保证和考虑的。主要体体现以下几个方面：
1. 非晶合金片材料的硬度很高，用常规工具是难以剪切的，所以设计时应考虑减少剪切量。
2. 非晶合金单片厚度极薄，材料表面也不是很平坦，则铁芯填充系数较低。
3. 非晶合金对机械应力非常敏感。结构设计时，必须避免采用以铁芯作为主承重结构件的传统设计方案。
4. 为了获得优良的低损耗特性，非晶合金铁芯片必须进行退火处理。
5. 从电气性能上。为了减少铁芯片的剪切量，整台产品的铁芯由四个单独的铁心框并列组成，并且每相绕组是套在磁路独立的两框上。每个框内的磁通除基波磁通外，还有三次谐波磁通的存在，一个绕组中的两个卷铁芯框内，其三次谐波磁通正好在相位上相反，数值上相等，因此，每一组绕组内的三次谐波磁通向量和为零。如一次侧是D接法，有三次谐波电流的回路，当在感应出的二次侧电压波形上，就不会有三次谐波电压的分量。

根据上面分析，三相非晶合金配电变压器最合理的结构为：铁芯，由四个单独铁芯框在同一平面内组成三相五柱式，必须经退火处理，并带有交叉铁轭接缝，截面形状呈长方形。绕组，为长方形截面，可单独绕制成型的，双层或多层矩形层式。油箱，为全密封免维护的波纹结构。

## 非晶合金变压器性能
目前广泛采用的新S9型配电变压器，其铁心所采用的导磁材料通常为30Z140高导磁冷轧硅钢片，其饱和磁密比非晶合金高，产品设计时所选取的磁通密度通常在1.65～1.75T之间。这也就是非晶合金铁心配电变压器比新S9型配电变压器空载损耗低的一个主要原因。表1为三相非晶合金铁心配电变压器与新S9型配电变压器空载损耗值的比较。

## 使用效果
三相非晶合金铁心配电变压器与新S9型配电变压器相比，其年节约电能量是相当可观的。
以800kVA为例，△P0为1.05kW;两种型式配电变压器的负载损耗值是一样的，则△Pk=0， ，便可计算出一台产品每年可减少的电能损耗为：
△Ws=8760(1.05+0.62×0)=9198kW·h
通过该种规格产品的计算可知，三相非晶合金铁心配电变压器系列产品的节能效果非同一般。由于油箱又设计成全密封式结构，使变压器内的油与外界空气不接触，防止了油的氧化，延长了产品的使用寿命，为用户节约了维护费用。

## 非晶合金变压器发展前景
若能完全替代新S9系列配变，如10kV级配电变压器年需求量按5000万kVA计算时，那么，一年便可节电100亿kW·h以上。同时，还可带来少建电厂的良好的环保效益，少向大气排放温室气体，这样会大大地减轻对环境的直接污染，使其成为新一代名副其实的绿色环保产品。总之，国家在城乡电力网系统发展与改造中，若能大量推广采用三相非晶铁心配电变压器产品，其最终会获得节能与环保两方面的效益。